# Airmont
Airmont és una població del Comtat de Rockland a l'Estat de Nova York als Estats Units d'Amèrica. Segons el cens dels Estats Units del 2000 tenia 7.799 habitants.

## Demografia
Segons el cens del 2000 Airmont tenia 7.799 habitants, 2.342 habitatges, i 2.032 famílies. La densitat de població era de 657,5 habitants/km².
Dels 2.342 habitatges en un 41,8% hi vivien nens de menys de 18 anys, en un 78% hi vivien parelles casades, en un 5,9% dones solteres, i en un 13,2% no eren unitats familiars. En l'11,3% dels habitatges hi vivien persones soles el 5,8% de les quals corresponia a persones de 65 anys o més que vivien soles. El nombre mitjà de persones vivint en cada habitatge era de 3,2 i el nombre mitjà de persones que vivien en cada família era de 3,47.
Per edats la població es repartia de la següent manera: un 27,9% tenia menys de 18 anys, un 6% entre 18 i 24, un 25,4% entre 25 i 44, un 26,9% de 45 a 60 i un 13,8% 65 anys o més.
L'edat mediana era de 39 anys. Per cada 100 dones de 18 o més anys hi havia 90 homes.
La renda mediana per habitatge era de 87.678 $ i la renda mediana per família de 97.960 $. Els homes tenien una renda mediana de 67.663 $ mentre que les dones 36.550 $. La renda per capita de la població era de 29.788 $. Entorn de l'1,6% de les famílies i el 3,3% de la població estaven per davall del llindar de pobresa.

## Poblacions més properes
El següent diagrama mostra les poblacions més properes.